# Bjarne Goldbæk
Bjarne Goldbæk (Koppenhága, 1968. október 6. –), dán válogatott labdarúgó.
A dán válogatott tagjaként részt vett az 1998-as világbajnokságon és a 2000-es Európa-bajnokságon.

## Sikerei, díjai
Kaiserslautern
- Német bajnok (1): 1990–91
- Német kupagyőztes (1): 1989–90
- Német szuperkupagyőztes (1): 1991

København
- Dán kupagyőztes (1): 1996–97